# Melicope contermina
Melicope contermina är en vinruteväxtart som beskrevs av C. Moore & F. Muell. och Ferdinand von Mueller. Melicope contermina ingår i släktet Melicope och familjen vinruteväxter. Inga underarter finns listade i Catalogue of Life.